# 硬萼软紫草
硬萼软紫草（学名：Arnebia decumbens）是紫草科软紫草属的植物。分布于亚洲、欧洲、非洲以及中国大陆的新疆等地，生长于海拔680米至3,000米的地区，一般生于山坡、沙地或荒地，目前尚未由人工引种栽培。